# Geleshan
Geleshan (kinesiska: 歌乐山) är ett stadsdelsdistrikt i sydvästra Kina. Det ligger i stadsdistriktet Shapingba i storstadsområdet Chongqing, omkring 16 kilometer väster om det centrala stadsdistriktet Yuzhong. Antalet invånare är 41 674. Befolkningen består av 21 045 kvinnor och 20 629 män. Barn under 15 år utgör 8,0 %, vuxna 15-64 år 83 %, och äldre över 65 år 8,0 %.